# Gösta Eriksson
 Ikke at forveksle med Gösta Eriksson (født 1900).
Gösta Gunvald Eriksson (født 26. januar 1931 i Skee, død 21. august 2024) var en svensk roer.
Eriksson vandt (sammen med Olle Larsson, Ivar Aronsson, Evert Gunnarsson og styrmand Bertil Göransson) sølv ved OL 1956 i Melbourne i disciplinen firer med styrmand efter at have vundet deres indledende heat og semifinalen. I finalen var båden 3 sekunder efter Italien og mere end otte sekunder foran Finland, der vandt henholdsvis guld og bronze. Ved de samme lege var han med i den svenske otter, der blev nummer fire i konkurrencen efter sejr i det indledende heat. Han deltog også ved OL 1960 i Rom, hvor han sammen med Lennart Hansson roede toer uden styrmand og sammen med Hansson og Owe Lostad toer med styrmand. Båden uden styrmand blev nummer fem og sidst i sit indledende heat og stillede ikke op i opsamlingsheatet, hvorved de var ude af konkurrencen. Båden med styrmand blev nummer tre i sit indledende heat og gik dermed i opsamlingheat, som blev endestationen, da trioen blev nummer fire.
Eriksson opnåede i alt 12 svenske mesterskaber i alle bådtyper fra singlesculler til otter og vandt desuden to EM-sølvmedaljer i 1955, en i firer med styrmand og en i otter.

## OL-medaljer
- 1956:  Sølv i firer med styrmand